# Szívai Bajek
Szívai Bajek vagy egyszerűen Bajek (angolosan Bayek) kitalált szereplő a Ubisoft  Assassin’s Creed videójáték-sorozatából. Először az Assassin’s Creed: Sivatagi esküben, az Assassin’s Creed Origins videójáték előzményregényében jelent meg, mindkettőben főszereplőként. Ezek mellett az Assassin’s Creed Odyssey és az Assassin’s Creed: Rebellion játékokban is szerepel. Bajeket Abubakar Salim személyesítette meg a motion capture technika segítségével.
Bajek a sorozaton belül az ókori Egyiptom utolsó medzsaijaként van ábrázolva, aki az egyiptomi Ptolemaioszi Királyság utolsó éveiben élt, mielőtt provinciaként be nem olvasztották azt a Római Birodalomba. Bajek a civilizációtól távol eső Szíva falujában született és nőtt fel, a medzsai titulust apjától örökölte, életét az egyiptomi emberek biztonságánák és jólétének megőrzésére szentelte. A területet bejárva a megszálló imperialista római csapatokkal harcol, miközben az összeesküvésekkel, veszteségekkel és halállal tarkított múlt fokozatosan feltárul. Feleségével, Ajjával megalapítják a Rejtőzködők, a valós Aszaszinok Rendjén alapuló Aszaszin Testvériség elődjét.
Bajek pozitív kritikai fogadtatásban részesült és a sorozat egyik legnépszerűbb aszaszin főhőse. A sorozat korábbi főhőseihez hasonlóan számos a szereplőhöz kapcsolódó ajándéktárgy is megjelent.

## Megalkotása

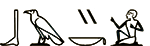
Bajek neve egyiptomi hieroglifákkal leírva a játékon belül és promóciós anyagokon is megjelent

A játékos Bajek életét egy szimuláció részeként tapasztalhatja meg, melyet egy másik játékon belüli főszereplő, Layla Hassan irányít. A Bajek név a sólyom és a keselyű hieroglifikus szavain alapuló szójáték, mellyel azt a régóta fennálló hagyományt töltöttek be, miszerint a sorozat főhősei ragadozó madarakról kapják a nevüket. Bajek szimbiotikus kapcsolatot ápol a Szenu nevű héjasasával, aki segíti őt a felderítésben. Szenura a sorozat „saslátás” funkciójának élő elődjeként lehet tekinteni, további fejlesztésekkel az ellenfelek elterelésére és megtámadására is képes. Bajek a játék jelentős hányada alatt nem aszaszin, hanem medzsai, azaz az ókori egyiptomi társadalom egy közismert és tiszteletben álló személye, így a korábbi Assassin’s Creed-főhősökkel szemben kevesebb hangsúly esik a sötétben lopózkodásra és a tömegben való elvegyülésre. Bajek a játékos szereplőjeként egyfajta lencseként szolgál, akin keresztül a játékosok megérthetik a vallás és a rituális mindennapi élet fontosságát az ókori Egyiptomban, valamint a nagyobb társadalmi problémákat a Ptolemaioszi Egyiptomban, így az osztályharcot a kisebbségi görögök és a honos egyiptomiak között. Bajek narratív utazása a sorozat visszatérő hagyományainak, így a tollrituálénak, az ujj megvágásának és a bizalomugrásnak eredetét is felfedi.
Jean Guesdon, az Origins kreatív igazgatója kiemelte, hogy a holisztikus megközelítés elengedhetetlen a játékon belüli hiteles világ megteremtéséhez és megjegyezte, hogy „az apró részletek segítenek abban, hogy az valóságosnak érződjön”. Ez azt jelentette, hogy az Origins fejlesztésén dolgozó összes csapatnak, beleértve, azonban nem csak ezekre korlátozva a hangokon, az animációkon, a narratíván és a pályák megtervezésén dolgozó csapatoknak a lehető legtöbbet kellett megtanulniuk az ókori Egyiptom történelméről, melynek köszönhetően a kultúrát nem csak a környezetbe tudták beépíteni. Ennek egyik módja a játék küldetésrendszere, amely lehetőséget biztosít a játékosok számára, hogy más szereplőkkel közös meghitt pillanatokon keresztül többet tudjanak meg az ókori egyiptomi civilizációról. Példának okáért a „Bayek's Promise” küldetés során tizenkettő kőkört kell felkutatni a játék világában. Az egyes körök megtalálása után egy-egy visszaemlékezés játszódik le, melyekben Bajek fiával, Khemuval beszélget a csillagok figyelése közben. Ezek a beszélgetések olyan témaköröket járnak be mint a szerelem, a család vagy a veszteség, és ezek mindegyike az adott csillagképpel azonosított egyiptomi istenséghez van kötve és betekintést nyújt a család kultúrájába és vallási nézetébe. Guesdon elmondása szerint ezen mellékküldetések és a saját személyes történetekkel rendelkező komplex nem játszható szereplők ábrázolásának célja a játékos és az ókori Egyiptom közötti kapcsolat megszilárdítása, és a személyes történetvezetésre helyezve a hangsúlyt a történetíró csapat szinte az összes küldetés alapjába beépítette a saját értelmezését az ókori egyiptomi kultúráról.
Annak ellenére, hogy Bajek történetszála a bosszú, a politikai zűrzavar és a polgárháború témáival árnyalt, azonban a fejlesztők törekedtek arra, hogy a játékosok ne veszítsék szem elől az alapvető személyiségét. Bajeket ugyan érettebb és sztoikusabb jellegűnek írták le a korábbi főszereplőkhöz viszonyítva, azonban ezek mellett intenzív egyénként is jellemezték. Játékosként is ábrázolják és szeretetteljes természete van, a gyermekeket és a macskákat kiváltképp kedveli és nem rest megmutatni a gyengébb oldalát az ezekkel kapcsolatos interakciókban, még annak ellenére sem, hogy magával cipeli a fia elvesztésével járó bánatot.
2020 júliusában Jason Schreier a Bloomberg hasábjain azt állította, hogy az eredeti tervek szerint Bajek a történet elején cselekvőképtelenné vált volna vagy meggyilkolták volna, és a játék narratívája Ajja  főszereplésével folytatódott volna tovább. Jana Sloan van Geest vezető író egy ezen jelentéssel kapcsolatos rajongói kérdésre válaszolva elmagyarázta, hogy ugyan kedveli Bajek szerepét, azonban beismerte, hogy Ajja személyisége „kidolgozatlan”, illetve megerősítette a Bloomberg cikkjét Ajja szerepének lecsökkentéséről a fejlesztés során.

### Megtestesítése
Bajek volt Abubakar Salim brit színész első nagyobb horderejű színészi szerepe. Bajek szerepét eredetileg egy olyan animált televíziós sorozathoz hirdették meg, amely motion capture technológiát is alkalmazott. Salim visszaemlékezése szerint amikor először belépett a meghallgatóterembe, két körön keresztül egy a meghirdetettől eltérően másik szereplő sorait kellett eljátszania, mielőtt tudatták vele, hogy valójában a következő Assassin’s Creed-videójáték főhősének meghallgatása zajlik. Salim saját bevallása szerint a sorozat rajongója, így kezdetben döbbenten reagált, illetve fellelkesült, miután ráeszmélt, hogy olyan ikonikus sorozatszereplők nyomdokaiba léphet, mint Altaïr Ibn-LaʼAhad vagy Ezio Auditore da Firenze. Salim szerint Bajek hangjának kialakítása közös kreatív folyamat volt a fejlesztőkkel, és nagy gondot fordítottak a játékbeli világ felépítésére és a szabályokat e közben fektették le. Megjegyezte, hogy ugyan nincsenek felvételek arról, hogy hogyan is hangozhatott az ókori egyiptomi akcentus, azonban fontos volt, hogy számos az ókori egyiptomi kultúra szakértőjének közreműködésével egy olyan akcentust hozzanak létre, amely felismerhető, azonban nem túl hasonló a modern egyiptomi akcentushoz. Salim felidézte, hogy az Origins szövegkönyve a dialógusok színesítésére számos olyan kifejezést és szlenget tartalmaz, amely a fejlesztők elképzelése szerinti történelmi egyiptomi nyelvből ered, Salimnak kifejezetten tetszettek az egyiptomi káromkodások.
Salim a szerep eljátszása során elasztánruhát és egy nagy sisakot viselt, miközben egy a testére szerelt kamerával az arcát vették. Megjegyezte, hogy a motion capture folyamat egy helyszínen zajlott anélkül, hogy átmennének egy másik kiépített díszletbe vagy hogy az esetleges megvilágítási problémák bármiféle zavart okoztak volna, illetve hogy a kamera pontos helyzete nem volt fontos, mivel arról a stáb a vágás során gondoskodott; a folyamat lényege a többi színésszel való interakciója volt. A harci szituációk mozgásrögzítése során egy botot és szemeteskuka-fedőt kapott a kard és a pajzs szimulálására. Salim számára a mozgásrögzítés folyamata felszabadító hatású volt a nézőközönség előtti színházi előadásokhoz vagy egy filmszerephez viszonyítva, ahol a kamera pozicionálása kulcsfontosságú. Egy későbbi interjúban elmondta, hogy az Originsen való munkája során mélyebb betekintést kapott a videójátékok fejlesztési folyamatába, aminek hatására Silver Rain Games néven saját stúdiót alapított.

## Szerepei

### Assassin’s Creed: Origins
Bajek először egy bosszúszomjas személyként jelenik meg, aki meggyilkol egy Rudjek „a Gém” néven ismert férfit. Bajek egyesíti erejét legjobb barátjával, Hepzefával, majd visszatér szülőfalujába, Szívába, hogy megölje Medunamunt, egy „az Íbisz” néven is ismert helyi papot, aki egy rejtett boltozat kinyitásához kapcsolódó információk reményében kínozza a helyieket. Később egy visszaemlékezésből kiderül, hogy Bajek a medzsai titulusa miatt az egyiptomi társadalom prominens tagja, akit a fiával, Khemuval elrabolt egy csapat maszkos férfi és egy az Ámun templomában található boltozathoz hurcolták őket. A maszkos férfiak egy szunnyadó műtárgyat adtak Bajeknek, és követelték, hogy használja fel azt a titkos boltozat kinyitására. Khemu segít Bajeknek megszöknie, azonban miközben az egyik maszkos férfival harcol véletlenül megöli gyermekét. Ezután saját maga által elrendelt száműzetésbe megy, hogy kitervelje a bosszút az elrablói ellen. Bajek Alexandriába utazik, ahol egyesíti erejét Ajjával, a feleségével. Ajja elmondja, hogy ő már megölte Aktaiónt, „a Keselyűt” és Ktesost, „a Kost”, így már csak egyetlen célpontjuk maradt hátra, „a Kígyó”. Bajek Eudórosz királyi írnokot azonosítja a Kígyóként, annak utolsó szavai felháborgatják Bajeket, amelyek arra utalnak, hogy több álarcos férfi is van még. Ajja további információ reményében szicíliai Apollodórosz nevű barátjához irányítja Bajeket. Apollodórosz bemutatja őt Kleopátrának, aki megerősíti, hogy a maszkos férfiak az Ősök rendjének tagjai. Kleopátra azt állítja, hogy a Rend megpróbálja eltávolítani őt a hatalomról és öccsét, XIII. Ptolemaiosz Thea Filopátort bábként használva egész Egyiptomot irányításuk alá akarják vonni.
Kleopátra négy új célpontot ad Bajeknek: ők „a Szkarabeusz”, „a Hiéna”, „a Gyík” és „a Krokodil”. Miközben Bajek felkutatja és megöli őket, addig Ajja meggyőzi Cnaeus Pompeius Magnust, hogy szövetkezzen Kleopátrával. Bajek levelet kap Ajjától, amiből megtudja, hogy a Rendnek még további tagjai is vannak, közöttük Ptolemaiosz királyi őrségének tagjai, akik valószínűleg felelősek Khemu haláláért. Bajek elkezdi megkérdőjelezni a küldetése célját, meggyőződése szerint Kleopátra csak arra használja, hogy megölje a riválisait. Pompeiust Lucius Septimius, „a Sakál” brutálisan meggyilkolja, rákényszerítve Bajeket és Ajját arra, hogy becsempésszék Kleopátrát a palotába, hogy bemutatkozhasson Iulius Caesarnak. Kleopátra lenyűgözi Caesart és megszerzi a támogatását a XIII. Ptolemaiosz elleni polgárháborúban. Bajek a két fáraó és csapatainak egyik küzdelme során megöli Pothinust, „a Skorpiót”, azonban Caesar megállítja Septimius kivégzése előtt, miközben Ptolemaioszt felfalják a krokodilok, amikor a Níluson keresztül próbál elmenekülni. Kleopátra a polgárháború utáni felfordulásban egyedüli uralkodóként megszerzi a trónt, majd megszünteti a kapcsolatát Bajekkel és Ajjával, ami miatt ráeszmélnek, hogy Kleopátra és Caesar szövetséget kötött a Renddel. Bajek összegyűjti szövetségeseit és támogatóit, hogy titkos ügynökök testvériségét alakítsák ki, hogy megtévesztés, kémkedés és szabotázs képében felvegyék a harcot a Renddel szemben és megvédjék az egyiptomiak szabad akaratát.
Bajek és Ajja később megtudja, hogy a Rend nagy érdeklődést mutat Nagy Sándor sírja iránt, ahol rábukkannak a halálosan megsebesített Apollodóroszra, aki tájékoztatja őket, hogy Caesar hadnagya, Flavius az „Oroszlán” és a Rend valódi vezetője, illetve, hogy megszerezték a gömböt és a királyi jogart és Szíva felé menetelnek. Flavius miután a szívai titkos boltozat kinyitásának reményében megöli Hepzefát Küréné felé veszi az irányt, ahol aktiválja a műtárgyakat, hogy a népességet rabszolgasorsban tartsa. Bajek felkutatja és megöli Flaviust, majd egyesíti erejét Ajjával, aki eközben megszerezte Marcus Iunius Brutus és Gaius Cassius Longinus támogatását. Ezek után Rómába utaznak, hogy kivégezzék Caesart és utolsó tanácsosát, Septimiust, a maszkos férfiak utolsó élő tagját. Bajek és Ajja közös megegyezéssel felbontják házassági viszonyukat, majd külön utakra térnek, azonban a Rejtőzködők, a Kleopátra és Caesar árulása miatt alapított szervezet tagjaként továbbra is együttműködnek. Bajek leírja az Aszaszin Testvériség hitvallását és annak diszkréció és az ártatlanok védelme köré épülő szigorú tételeit, majd kiterjeszti a küldetésük hatókörét a világ egészére.
Bajek a főhőse az Origins történetközpontú letölthető tartalmainak, a The Hidden Onesnak és a The Curse of the Pharaohsnak is. A Rejtőzködők vezéreként alkalmanként az Ámon (angolosan Amun) álnéven írja alá a leveleket.

### Egyéb szereplések
A tizenéves Bajek az Assassin’s Creed: Sivatagi eskü, az Origins előzményéül szolgáló regény főhőse. Az Assassin’s Creed: Odysseyben Bajeket az Adrestia nevű hajón szimulált hadnagyként be lehet toborozni, a játékosok ezt a funkciót a Ubisoft Club szolgáltatáson keresztül érhetik el. Bajek az  Assassin’s Creed: Rebellion ingyenesen játszható mobiltelefonos játékban megnyitható játszható szereplő. Egy a Capcom Monster Hunter sorozatával közös esemény keretében Bajek réteges páncélja korlátozott ideig szezonális kihívás-nyereményként megnyitható volt a Monster Hunter: Worldben.

## Promóció és ajándéktárgyak
Bajekkel kapcsolatban, a sorozat többi főszereplőjéhez hasonlóan, számos ajándéktárgy is megjelent. Ezek között pólók, kulcstartók, sapkák, bögrék, rajzok, egy táska és egy 32 centiméter magas PVC-modell is szerepel. A franchise tulajdonosa, a Ubisoft számos a szereplővel kapcsolatos ajándéktárgyat jelentetett meg, melyek a hivatalos Ubisoft Store weboldalon vásárolhatóak meg. Az Assassins Creed: Origins „ Dawn of the Creed Legendary Edition” kiadása egy a játékos által összeszerelendő, Bajeket és Szenut ábrázoló figurát is tartalmaz. Bajek, valamint a sorozat öt másik főszereplőjének arcképét felhasználták a Ubisoft és a Lot18 borkészítő vállalat közös szereplőtematikájú borcímke-sorozatához; a címke a „ 2015 Bayek of Siwa Spanish Tempranillo” nevet kapta.

## Fogadtatás
Bajek pozitív fogadtatásban részesült a kritikusok és a sorozat rajongói körében egyaránt, számos „legjobb szereplő” listán magas helyezést érve el. Bajeket választották a Giant Bomb 2017-es év játéka díjátadójának „legjobb új szereplőjének” járó kategóriájának nyertesének, valamint a 21. Éves D.I.C.E. Awards „kimagasló teljesítmény a szereplőalkotásban” kategóriájában is jelölést kapott. Abubakar Salim Bajek szerepéért jelölést kapott a 14. British Academy Games Awards díjátadó legjobb előadójának járó díjára. A BAFTA zsűrije Salimot a legjobb 20 feltörekvő film-, játék- és televíziós színész közé is beválogatta a 2019-es Breakthrough Brits gáláján; Bajekként nyújtott szerepét a BAFTA a pályafutása csúcspontjának jelölte meg.
Az identitásának és személyiségének komplexitása és kettőssége – barátságos szereplő empatikus tulajdonságokkal, illetve harcedzett és könyörtelen gyilkos, aki élete során ezreket mészárol le a személyes vérbosszújának beteljesítése során – több médiát késztetett elemzések közlésére. Xalavier Nelson Jr a Rock, Paper, Shotgun weboldalán az egyik legjobb videójátékos apai archetípusnak nyilvánította. Alice Bell a Videogamer.comon közzétett elemzésében Bajeket még Eziónál, akit Bell egy másik kedvencnek tart, is jobb Assassin’s Creed-főszereplőnek kiáltotta ki.
Bajek és Ajja kapcsolatát több forrás is méltatta. A Kotaku szerkesztősége a házasságuk történetét az Origins egyik narratív tetőpontjának nyilvánította. Patrick Klepek a Vice magazin hasábjain a kettejük kapcsolatát és a fiuk elvesztésével járó közös fájdalmat erőteljesnek és hihetőnek nevezte, szerinte ezek legalább annyira teszik emlékezetessé az Originst, mint a sorozat harcrendszerébe bevezetett újításai.
2018 áprilisában a Ubisoft közzétett egy esszét, melyet Youssef Maguid, a vállalat egy Egyiptomban született és az Amerikai Egyesült Államokban nevelkedett alkalmazottja írt arról, hogy Bajek számára, azaz egy egyiptomi amerikai és egy etnikai kisebbség  tagjának fontos képviseletet és befogadást jelentett.
Bajek pozitív fogadtatására reagálva a Ubisoft akkori vezető kreatív igazgatója, Serge Hascoet megjegyezte, hogy a szereplő Ajjával egyetemben egy későbbi televíziós vagy filmadaptációban ismét megjelenhet. Matt Kim a US Gamer weboldalán megjegyezte, hogy Hascoet azért alacsonyította le a lehetőségét annak, hogy a Ubisoft Bajek és/vagy Ajja főszereplésével egy közvetlen folytatást készít az Originshez, mivel a vállalat a korábban kialakított szereplőkkel szemben az új korszakok és történelmi helyszínek felfedezésére helyezi a hangsúlyt.

## Fordítás
- Ez a szócikk részben vagy egészben  a   Bayek of Siwa című angol Wikipédia-szócikk ezen változatának fordításán alapul.  Az eredeti cikk szerkesztőit annak laptörténete sorolja fel. Ez a jelzés csupán a megfogalmazás eredetét és a szerzői jogokat jelzi, nem szolgál a cikkben szereplő információk forrásmegjelöléseként.